# Табарка
Таба́рка (араб. طبرقة‎, финик. Tabarka, Thabarka или местное Barga, др.-греч. Θαύβρακα, лат. Thabraca) — прибрежный город в северо-западном Тунисе на 36°57′16″ с. ш. 8°45′29″ в. д., в вилайете Джендуба рядом с границей с Алжиром. Население города — 15 634 человека на 2004 год. Важный рыболовецкий порт. Имеет туристическое значение. Город знаменит своей добычей кораллов, фестивалем подводной фотографии «Коралис» и ежегодным фестивалем джаза. Это исторический город, хранящий воспоминания о финикийской, древнеримской, арабской и османской цивилизациях. На острове в гавани города возвышается скалистый остров с генуэзской крепостью.

## История
Табарка была последним нумидийским городом на пути в Зевгитану и являлась римской колонией. Она соединялась дорогой с Симиттусом, для которого служила портом для вывоза знаменитого мрамора. В Табарке совершил самоубийство мятежный римский наместник Гильдон, брат Фирма. При вандальском короле Гейзерихе здесь были мужской и женский монастыри.
Напротив города в море на расстоянии примерно 334 м расположен одноимённый остров Табарка, где с 1540 по 1742 год держала свой гарнизон генуэзская семья Ломеллино / Ломеллини (Lomellini di Tabarca). Они приобрели у османского престола право промышлять здесь кораллы. От этой эпохи сохранились крепость, яма на месте церкви и развалины нескольких других генуэзских построек. На острове также располагались две турецкие крепости.
В 1741 году генуэзцы сдали город бею Туниса. Часть населения переехала на островок рядом с Сардинией, Сан-Пьетро, и его население сохранило говор лигурского языка генуэзцев, который носит название табаркино.
При французской колониальной администрации Табарка входила в гражданский округ Сук эль-Арба. Сегодня Табарка входит в вилайет Джендуба.
Во время Великого Русского исхода в 1920 году русская эскадра прибыла в Бизерту, где воинские чины и беженцы стали сходить на берег и расселяться по всему Тунису. В Табарке жил известный офицер Императорского флота Нестор Монастырев. Здесь же, в Табарке, он организовал мастерскую по производству масштабных моделей кораблей, которые изготавливались по заказу музеев, коллекционеров и даже В.К. Веры Константиновны.
В 1952 году сюда был сослан тунисский национальный лидер Хабиб Бургиба, ставший после приобретения независимости президентом Туниса.

## Церковная история
Античное название Thabraca по-прежнему используется как название титулярного диоцеза Римско-католической церкви, учреждённого ещё в Нумидии, бывшей римской провинции. Ряд епископов Табраки играл заметную роль в христианском мире в III—VII веках.